# Bahrain Darts Masters
Das Bahrain Darts Masters ist ein Dartturnier, das von der Professional Darts Corporation (PDC) im Rahmen der World Series of Darts veranstaltet wird. Der Wettbewerb wurde 2023 erstmals in as-Sachir ausgetragen.

## Historie
Am 26. September 2022 wurde seitens der PDC verkündet, dass mit dem Bahrain Darts Masters 2023 erstmals seit dem Shanghai Darts Masters 2018 wieder ein offizielles PDC-Turnier in Asien stattfinden soll. Dabei einigte sich die PDC mit dem Sportveranstalter CBX und dem BIC auf eine längerfristige, jährliche Austragung des Turniers.

## Format
An dem Turnier nehmen insgesamt 16 Spieler teil. Dazu zählen die Top 4 der PDC Order of Merit, vier Wildcard-Spieler und 8 lokale Qualifikanten.
Das Turnier wird im K.-o.-System gespielt. In der ersten Runde und im Viertelfinale ist der Spielmodus ein best of 11 legs, die Halbfinale werden im best of 13 legs-Modus und das Finale im best of 15 legs-Modus gespielt.

## Preisgeld
Bei dem Turnier werden insgesamt £ 100.000 an Preisgeldern ausgeschüttet. Das Preisgeld verteilt sich unter den Teilnehmern wie folgt:
| Position (Anzahl der Spieler) | Position (Anzahl der Spieler) | Preisgeld |
| ----------------------------- | ----------------------------- | --------- |
| Gewinner                      | (1)                           | £ 30.000  |
| Finalist                      | (1)                           | £ 16.000  |
| Halbfinalisten                | (2)                           | £ 10.000  |
| Viertelfinalisten             | (4)                           | £ 5.000   |
| Achtelfinalisten              | (8)                           | £ 1.750   |
|                               |                               |           |
|                               |                               | £ 100.000 |

Da es sich um ein Einladungsturnier handelt, werden die erspielten Preisgelder bei der Berechnung der PDC Order of Merit nicht berücksichtigt.

## Finalergebnisse
| Jahr | Austragungsort                           | Sieger          | Ergebnis | Finalist           | Sponsor | Preisgeld | Preisgeld |
| Jahr | Austragungsort                           | Sieger          | Ergebnis | Finalist           | Sponsor | Gesamt    | Sieger    |
| ---- | ---------------------------------------- | --------------- | -------- | ------------------ | ------- | --------- | --------- |
| 2023 | Bahrain International Circuit, as-Sachir | Michael Smith   | 8:6      | Gerwyn Price       | CBX     | £ 60.000  | £ 20.000  |
| 2024 | Bahrain International Circuit, as-Sachir | Luke Littler    | 8:5      | Michael van Gerwen | CBX     | £ 60.000  | £ 20.000  |
| 2025 | Bahrain International Circuit, as-Sachir | Stephen Bunting | 8:4      | Gerwyn Price       | CBX     | £ 100.000 | £ 30.000  |